# Vipavski Križ
Vipavski Križ (talijanski: Santa Croce di Aidussina) je naselje u općini Ajdovščina u zapadnoj Sloveniji, nekada je imao status grada. Jedan je od najljepših povijesnih spomenika kulture u Sloveniji. Leži na brežuljku u središnjem dijelu Ajdovščinske doline

## Stanovištvo
Prema popisu stanovništva iz 2002. godine Vipavski Križ je imao 181 stanovnika.

## Vanjske poveznice
- Satelitska snimka naselja, plan naselja  Arhivirana inačica izvorne stranice od 29. srpnja 2017. (Wayback Machine)